# Xã Western, Quận Logan, Kansas
Xã Western (tiếng Anh: Western Township) là một xã thuộc quận Logan, tiểu bang Kansas, Hoa Kỳ. Năm 2010, dân số của xã này là 43 người.